# Vlastimil Novobilský
Vlastimil Novobilský (15. února 1935 Melč – 11. února 2021 Ústí nad Labem) byl český chemik, pedagog a esperantista, zakladatel a v letech 1995–2001 druhý rektor Univerzity Jana Evangelisty Purkyně v Ústí nad Labem.

## Život

### Rodina
Byl synem Jaroslava Novobilského (14. října 1903 – 7. května 1942), který byl aktivním bojovníkem proti fašismu za druhé světové války a byl popraven nacisty v koncentračním táboře Mauthausen.

### Vzdělání
Vlastimil Novobilský v letech 1946–1953 absolvoval gymnázium v Opavě a v letech 1953-1958 Matematicko-fyzikální fakultu Univerzity Karlovy v Praze, obor fyzikální chemie (diplomová práce: Destrukce polychloroprenu utrazvukem). V letech 1961–1964 byl interním aspirantem ministerstva chemického průmyslu (kandidátská disertační práce: Studium distribuce dvojmocného a trojmocného železa mezi tuhou a kapalnou fází při krystalizaci síranu amonného z vodných roztoků) na Vysoké škole chemicko-technologické (katedra fyzikální chemie, Praha).

### Zaměstnání
V letech 1958–1968 pracoval ve Výzkumném ústavu anorganické chemie v Ústí nad Labem, v letech 1968–1991 působil na Pedagogické fakultě v Ústí nad Labem (děkanem v letech 1990–1991), dále na Univerzitě Jana Evangelisty Purkyně v Ústí nad Labem, kterou pomáhal zakládat (rektorem v letech 1995–2001).

### Pedagogická a řídící činnost
- 1968-1978 – odborný asistent katedry chemie Pedagogické fakulty v Ústí nad Labem
- 1972-1990 – vedoucí katedry chemie Pedagogické fakulty v Ústí n. L.
- 1990-1991 – děkan Pedagogické fakulty v Ústí n. L., předseda její vědecké rady, předseda přípravného výboru pro založení Univerzity J. E. Purkyně v Ústí nad Labem
- 1994-1995 – vedoucí katedry chemie Pedagogické fakulty v Ústí n. L.
- 1995-2001 – rektor Univerzity J. E. Purkyně v Ústí nad Labem, předseda její vědecké rady

## Dílo
- Seznam děl v Souborném katalogu ČR, jejichž autorem nebo tématem je Vlastimil Novobilský

### Odborná činnost
Aplikace spektroskopických metod pro stanovení stopových nečistot v průmyslových produktech. Anorganické sloučeniny fosforu (výzkum vlastností chlorcyklofosfazenů, bromcyklofosfazenů a aminocyklofosfazenů, chromatografická detekce trimerních, tetramerních a vyšších dusíkofosforečných polymerů, průzkum vlastností těchto látek jako retardérů hoření aj.). Vliv obsahu cizorodých látek na životní prostředí metodou atomové absorpční spektrometrie, vysokoúčinné kapalinové chromatografie aj. Člen přípravného výboru mezinárodního sympozia o sloučeninách fosforu v Praze (1970), vědecký tajemník „Symposium of Inorganic Phosphorus Compounds“ (IUPAC, 1974, Praha), účastník  řady domácích a zahraničních kongresů a konferencí.

### Publikační činnost
Publikoval čtyři desítky odborných chemických prací v ČSSR a v ČR, 14 prací v zahraničí, 19 prací z didaktiky chemie, 22 výzkumných zpráv. Přednesl 14 odborných přednášek na domácích konferencích a kongresech, 11 přednášek v zahraničí. Vedl 13 diplomových prací a 22 prací studentské vědecké a odborné činnosti. Doma i v zahraničí uveřejnil řadu článků a přednesl přednášky např. na téma: „J.A.Komenský – Comenius“, „Problémy interlingvistiky“ aj.

### Esperantská činnost
V roce 1996 byl rektorem „kongresové univerzity“ v rámci Světového kongresu esperanta v Praze. Ve svém díle se zabýval propagací esperanta. Je autorem díla Skizo pri la esperanta literaturo, spolupracoval na díle Ivo Lapenny Esperanto en perspektivo. Dále je autorem šesti publikací a studií o J. A. Komenském. Spolu se Ing. Zdeňkem Pluhařem působil jako redaktor sbírek přednášek a referátů z konferencí a seminářů SAEST (Seminářů pro užití esperanta ve vědě a technice). V roce 2006 vyšel v nakladatelství KAVA-PECH pod názvem Taglibro de mia frato („Deník mého bratra“) esperantský překlad deníku židovského chlapce Petra Ginze, jehož český originál už dříve vydala Petrova sestra Chava Pressburgerová. Do esperanta jej přeložil spolu se svou manželkou Věrou právě Vlastimil Novobilský, který v prostředí poválečného pražského esperantského klubu osobně poznal Petrova otce Otu. Jeho tchán Jiří Kořínek byl významným českým esperantistou.

### Studijní a přednáškové pobyty
- 1966 – Ústav makromolekulární chemie AV, Praha
- 1967 – roční studijní pobyt na Univerzitě Heidelberg, NSR, v rámci Alexander von Humboldt-Stiftung (Prof. Dr. Ekkehard Fluck)
- 1975 – Ústav organické chemie AV SSSR, Moskva (prof. Dr. A. V.Giljarov)
- 1975 – Ústav anorganické chemie AV LSSR, Riga (akademik Ju. Bankovskij)
- 1977 – Vysoká škola pedagogická, Nyiregyháza, Maďarsko
- 1981 – Duke University, Durham, North Caroline, USA
- 1988 – Vysoká škola pedagogická, Częstochowa, Polsko
- 1992 – Vysoká škola pedagogická Freiburg, SRN
- 1996 – State University of New York, Cortland, USA
- 1996 – Kingston Polytechnic, Kingston, Velká Británie
- 1997 – Universität Dortmund, Německo

### Politická činnost
V roce 1998 kandidoval jako nezávislý za Čtyřkoalici do senátu v obvodě Ústí nad Labem. Trvale nestraník.

## Členství ve společnostech
- Česká společnost chemická
- Mezinárodní akademie věd se sídlem v San Marino
- člen korespondent vědecké společnosti Die Physikalisch-Medizinische Sozietät (Univerzita Erlangen, Německo)
- Česká konference rektorů (1995–2001)
- Česká komise pro UNESCO, Praha
- Vědecká rada Univerzity J. E. Purkyně v Ústí n. L. (předseda, 1995–2001)
- Světový esperantský svaz